# Rio Calçado (vattendrag i Brasilien, Espírito Santo, lat -21,12, long -41,70)
Rio Calçado är ett vattendrag i Brasilien.   Det ligger i delstaten Espírito Santo, i den sydöstra delen av landet, 900 km sydost om huvudstaden Brasília.
Omgivningarna runt Rio Calçado är huvudsakligen savann. Runt Rio Calçado är det ganska tätbefolkat, med 116 invånare per kvadratkilometer.